# Dolný Chotár
Dolný Chotár (hongrois : Alsóhatár) est un village de Slovaquie situé dans la région de Trnava.

## Histoire
Première mention écrite du village en 1960.

## Démographie

### Évolution de la population
| Année:               | 1994. | 2004.   | 2014.     | 2024.    |
| -------------------- | ----- | ------- | --------- | -------- |
| Nombre de personnes: | 221   | 205     | 432       | 344      |
| Différence:          |       | -7,23 % | +110,73 % | -20,37 % |

| Année:               | 2023. | 2024.   |
| -------------------- | ----- | ------- |
| Nombre de personnes: | 341   | 344     |
| Différence:          |       | +0,87 % |